# Parlamentsvalet i Indien 1971
Parlamentsvalet i Indien 1971 var det självständiga Indiens femte parlamentsval. Valet hölls i Indien mellan 1 och 10 mars 1971 för att välja medlemmar till den femte Lok Sabhan, landets direktvalda underhus. Lok Sabha hade då 545 ledamöter. Det var det femte allmänna valet sedan självständigheten 1947. De 27 indiska staterna och fackliga territorierna representerades av 518 valkretsar, var och en med en enda plats. Under ledning av Indira Gandhi ledde Kongresspartiet en kampanj som fokuserade på minskad fattigdom och det vann en jordskredsseger. Valet gjorde också att partiet enades efter sin splittring, och partiet återfick många av de platser som förlorades vid föregående val.

## Mandatfördelning
Först listas partier erkända som National Parties, sedan partier erkända som State Parties och sist icke erkända partier som vunnit mandat. Icke erkända partier som inte vunnit något mandat listas inte.
| Parti                                                   | Förkortning | Andel röster | Mandat |
| ------------------------------------------------------- | ----------- | ------------ | ------ |
| Bharatiya Jana Sangh                                    | BJS         | 7,35         | 22     |
| Communist Party of India                                | CPI         | 4,37         | 23     |
| Communist Party of India (Marxist)                      | CPI(M)      | 5,12         | 25     |
| Indian National Congress (Indira)                       | INC(I)      | 43,68        | 352    |
| Indian National Congress (Organization)                 | INC(O)      | 10,43        | 16     |
| Praja Socialist Party                                   | PSP         | 1,04         | 2      |
| Samyukta Socialist Party                                | SSP         | 2,43         | 3      |
| Swatantra Party                                         | SP          | 3,07         | 8      |
| All Party Hill Leaders Conference                       | APHLC       | 0,06         | 1      |
| All India Forward Bloc                                  | AIFB        | 0,66         | 2      |
| Bangla Congress                                         | BC          | 0,35         | 1      |
| Bharatiya Kranti Dal                                    | BKD         | 2,18         | 1      |
| Dravida Munnetra Kazhagam                               | DMK         | 3,84         | 23     |
| Indian Union Muslim League                              | IUML        | 0,28         | 2      |
| Jana Congress                                           | JC          | 0,04         | 0      |
| Janta Party                                             | JP          | 0,09         | 0      |
| Kerala Congress                                         | KC          | 0,37         | 3      |
| Maharashtrawadi Gomantak Party                          | MGP         | 0,04         | 0      |
| Nagaland Nationalist Organization                       | NNO         | 0,04         | 0      |
| Peasants and Workers Party of India                     | PWPI        | 0,51         | 0      |
| Revolutionary Socialist Party                           | RSP         | 0,49         | 3      |
| Shiromani Akali Dal                                     | SAD         | 0,87         | 1      |
| United Front of Nagaland                                | UFN         | 0,06         | 1      |
| United Goans (Sequiera Group)                           | UG(S)       | 0,04         | 1      |
| Vishal Haryana                                          | VH          | 0,24         | 1      |
| Jharkhand Party                                         | JP          | 0,19         | 1      |
| Republican Party of India                               | RPI         | 0,1          | 1      |
| Telegana Praja Samithi                                  | TPS         | 1,28         | 10     |
| Utkal Comgress                                          | UC          | 0,72         | 1      |
| Oberoende                                               | -           | 8,38         | 14     |
| Utsedda av presidenten för den angloindiska minoriteten | -           | -            | 2      |